# أندي دوناتو
أندي دوناتو هو رسام كندي، ولد في 1937 في سكاربورو، تورنتو في كندا.